# Séverine Vermeire
Séverine Vermeire (* 9. September 1970 in Eeklo) ist eine belgische Medizinerin und Hochschullehrerin an der Katholieke Universiteit Leuven.

## Leben und Wirken
Vermeire studierte Humanmedizin an der KU Löwen und schloss dort 1995 ihr Studium ab. 2001 wurde sie dort mit der gastroenterologischen Arbeit Genetic Polymorphisms and Serologic Markers in Inflammatory Bowel Disease zur Dr. med. promoviert. Seit 2003 ist sie am Universitätsklinikum Löwen Ärztin für Gastroenterologie und als Dozentin an der KU Löwen tätig. 2005 wurde sie Assistenzprofessorin an der KU Löwen, 2009 stieg sie zur Assistenzprofessorin auf. Seit 2013 leitet sie am Universitätsklinikum Löwen die klinische Forschungsabteilung für chronisch-entzündliche Darmerkrankungen, seit 2016 ist sie ordentliche Professorin und leitete bis 2021 das Department of Chronic Diseases and Metabolism der KU Löwen. Von 2014 bis 2016 war Vermeire Präsidentin der European Crohn’s and Colitis Organization (ECCO). Seit 2021 ist sie Direktorin der Abteilung für biomedizinische Wissenschaften der KU Löwen. 
2017 wurde sie zum Mitglied in die Deutsche Akademie der Naturforscher Leopoldina gewählt. Seit 2022 ist sie außerdem Mitglied in der Academia Europaea.
Vermeires Forschungsschwerpunkte liegen im Bereich der entzündlichen Darmerkrankungen wie Morbus Crohn und Colitis ulcerosa. Hierbei betrieb sie ins Besondere Grundlagenforschung zu den genetischen Ursachen derartiger Erkrankungen und forscht derzeit zunehmend zu biologischen Therapien und die Pharmakogenetik bei Darmerkrankungen. 